# Mad Sheer Khan
Pour les articles homonymes, voir Shere Khan.
Mad Sheer Khan (né Mahamad Hadi le  13 avril 1955 à Alger, et mort le 15 juillet 2023), est un musicien et compositeur algéro-persan spécialiste des cordes orientales.
En 1982, il est classé comme l’un des 10 meilleurs guitaristes au monde par le magazine anglais « News Musical Express ».  Il vit alors à Londres et partage la scène avec Nico (chanteuse) l’égérie du  The Velvet Underground. Initiant depuis les années 1970 l’arrivée des instruments traditionnels orientaux dans le rock, il accompagnera et collaborera avec de nombreux artistes d’univers musicaux différents tels que  Michael Hutchence,  Sapho, Sting ,Nilda Fernández , Jean-Louis Aubert , Simon Postford  …
Compositeur de  plusieurs albums, ses œuvres sont à la frontière de la musiques du monde mêlant les sonorités des cultures arabes, persanes  et indienne au rock psychédélique et à l’électro. Il s’illustrera autant dans le Jazz fusion avec son groupe Rahmann que dans le répertoire classique avec son album « 1001 Nights »  puis dans le rock notamment avec son hommage à Jimi Hendrix lors du  « Samarkand Hôtel Tour ». 

## Biographie
D'origines iraniennes et algériennes, Mahamad Hadi naît à Alger en 1955.
Il crée le groupe Rahmann, qui sort en 1979 l'album du même nom chez Polydor Ramsès, avec la collaboration de Didier Lockwood sur le titre Danse sacrée. En 1981, il joue la guitare, le bouzouki, le piano et les chœurs sur l'album Drama of Exile de la chanteuse allemande Nico, ainsi que sur son album live Do or Die: Nico in Europe (1982). Dans les années 1980, il fait partie des musiciens qui commencent à jouer des instruments traditionnels électrifiés,.
En 1985, il arrange certains titres pour l'album Passions, passons de Sapho. En 1993, il joue du santour sur l'album Sinfanaï Retu de Nilda Fernandez.
Le 10 juin 1997, il accompagne Jean-Louis Aubert aux Bouffes du Nord. En 1998, il joue également sur l'album live d'Aubert Concert privé, sur Norwegian Wood des Beatles et sur Sid'aventures.
Il crée avec Simon Posford le duo Industrial Suicide Tribe, qui sort le titre Aqua Sufi en 2000.
En 2003, il sort l'album Samarkand Hotel, principalement composé de reprises de titres de Jimi Hendrix. En 2007, son titre de 1996 Concrete Sunblock ressort dans une compilation collective.
En 2012, il sort l'album Far Oued chez Nomad Studio. Surnommé « le guitariste au turban », il y joue du dilruba électrifié. Il participe l'année suivante au Festival du Boulevard des jeunes musiciens de Casablanca.